# Martin Dahinden
Pour les articles homonymes, voir Dahinden.
Martin Dahinden, né à Zurich le 8 janvier 1955, est un haut fonctionnaire et diplomate suisse. De 2014 à 2019, il a été ambassadeur de Suisse auprès des États-Unis,. Martin Dahinden a présenté sa lettre de créance le 20 novembre 2014 au président des États-Unis, Barack Obama.

## Biographie
Martin Dahinden est titulaire d'un doctorat en économie à l’université de Zurich. 
Il est entré dans le service diplomatique suisse en 1987. Ses premiers postes l’ont mené à la délégation suisse auprès du GATT, ancêtre de l’OMC, à l’ambassade de Suisse en France, au Nigeria, ainsi qu’à la mission de la Suisse auprès des Nations unies à New York. 
Martin Dahinden a été directeur de la Direction du développement et de la coopération (DDC) de 2008 à 2014,,,,, supervisant notamment la réorganisation,, de la plus grande entité du Département fédéral des affaires étrangères (DFAE). De 2004 à 2008, il a été à la tête de la direction des ressources du DFAE. Il a dirigé le Geneva International Centre for Humanitarian Demining de 2000 à 2004,,. 
À la tête de l’ambassade de Suisse à Washington D.C., Martin Dahinden est chargé des relations diplomatiques entre la Suisse et les États-Unis. Son mandat couvre également les consulats généraux, Swiss Business Hub, et Swissnex sur le territoire américain.
Durant l'affectation de Martin Dahinden à Washington, la Suisse a mis fin à son mandat de puissance protectrice des intérêts américains à Cuba, et des intérêts cubains aux États-Unis après la reprise des relations diplomatiques entre ces deux pays. Entre janvier 1961 et juillet 2015, la Suisse a défendu les intérêts américains à la Havane. D'abord représentée à Washington par la Tchécoslovaquie, la république de Cuba a demandé en 1991 à la Suisse d'assurer la protection de ses intérêts aux États-Unis. 

## Vie privée
Martin Dahinden est marié et a deux enfants,.
Il a publié un livre sur la cuisine suisse en juillet 2016,.